# Werchnia Dilanka
Werchnia Dilanka (ukr. Верхня Ділянка) – przystanek kolejowy w pobliżu miejscowości Berezowe, w rejonie chmielnickim, w obwodzie chmielnickim, na Ukrainie. Położony jest na linii Odessa – Lwów.